# 1823 au Bas-Canada
Cet article traite des événements survenus en 1823 au Bas-Canada. 

## Événements

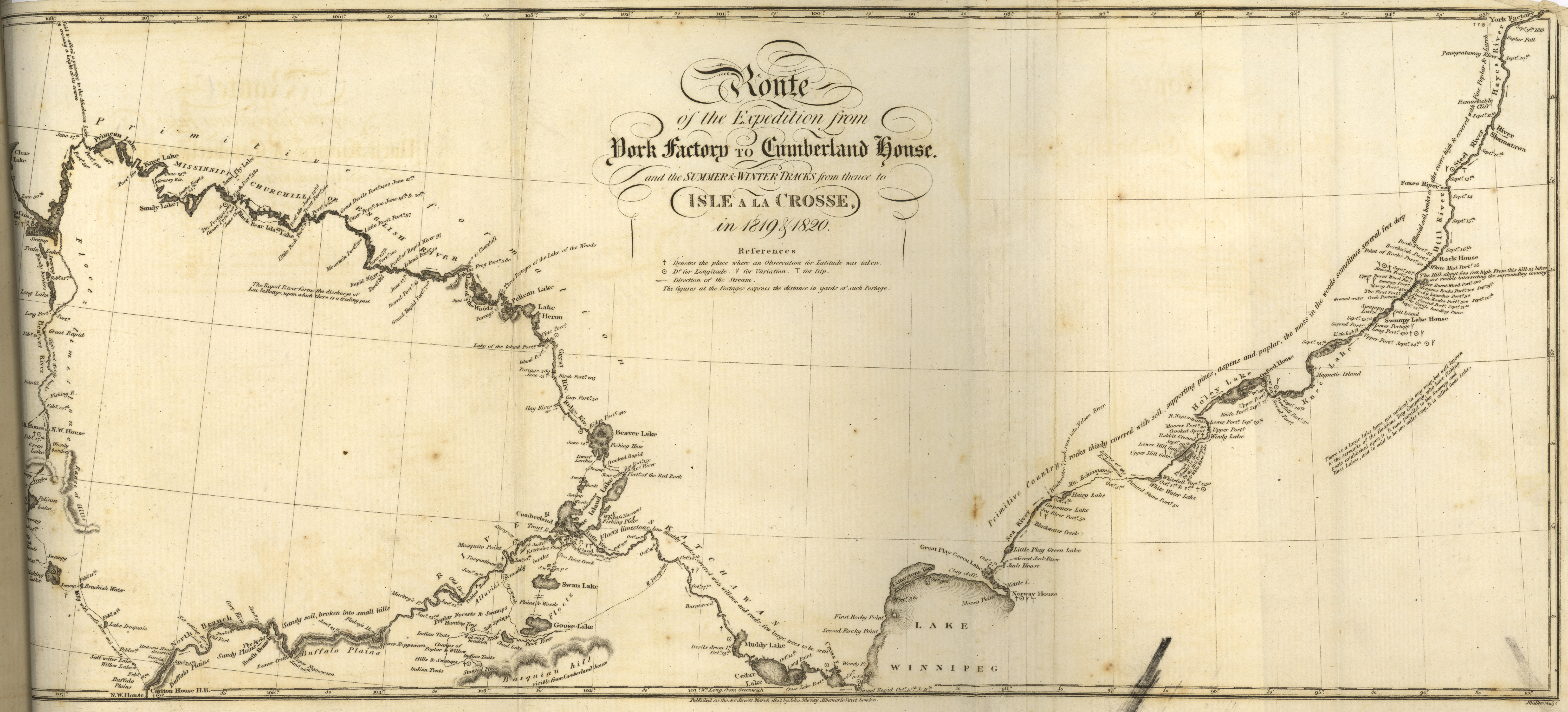
Carte de John Franklin montrant le trajet de York Factory à Cumberland House réalisé après l'Expédition Coppermine en 1823. La carte tient compte des latitudes des lieux.

- Avril : capture de trois femme Béothuks à Terre-Neuve dont Shanawdithit. Les deux autres moururent de tuberculose. Aucun autre béothuk ne fut retrouvé par la suite.
- 10 mai : Louis-Joseph Papineau et John Neilson présentent à Londres un mémoire contre le projet d’Union du Haut et du Bas-Canada. La Grande-Bretagne donnera raison aux Canadiens français.
- Début de la construction de la cathédrale Saint-Jacques de Montréal.
- Barthélemy Joliette établit une ville sur la Rivière L'Assomption qui va devenir la ville de Joliette.
- Construction du poste Fort Assiniboine par la Compagnie de la Baie d'Hudson.

### Exploration de l'Arctique
- Fin de la deuxième expédition de William Edward Parry. Son navire se libère des glaces seulement le 8 août. Avec le retour du temps froid, il retourne en Grande-Bretagne.

## Naissances
- 17 janvier : Francis Cassidy, homme politique.
- 20 janvier : Jacques Grenier, maire de Montréal.
- 2 février : Thomas-Jean-Jacques Loranger, homme politique.
- 20 février : Louis Léon Lesieur Désaulniers, homme politique.
- 4 mars : George Caron, homme politique.
- 30 mars : James Cox Aikins, lieutenant-gouverneur du Manitoba.
- 2 juin : Gédéon Ouimet, premier ministre du Québec.
- 19 juillet : Louis-Napoléon Casault, avocat et homme politique.
- 23 juillet : Alexandre-Antonin Taché, évêque de Saint-Boniface.
- 5 août : Télesphore Fournier, homme politique et juge.
- 13 août : Goldwin Smith, journaliste et historien.
- 30 août : Edward J. Hemming, homme politique.
- 16 octobre : Marc-Aurèle Plamondon, juge.
- 14 décembre : Pierre Fortin, médecin et homme politique.
- 18 décembre : Charles-Édouard Houde, homme politique.
- 27 décembre : Mackenzie Bowell, premier ministre du Canada.
- Stanislaus Francis Perry, homme politique.

## Décès
- 9 mars : Louis-Amable Quévillon, artisan.
- 27 mars : George Stracey Smyth, lieutenant-gouverneur du Nouveau-Brunswick.
- 17 septembre : Gilbert Hyatt (loyaliste), fondateur de la ville de Sherbrooke.